# Věra Bílá
Věra Bílá (Rokycany, 22 de mayo de 1954-Pilsen, 12 de marzo de 2019) fue una cantante checa del folklore romaní y canciones pop. Cantante principal de una banda llamada Kalé con la cual grabó interpretaciones en Chequia. Cantaba en romaní, checo y eslovaco. Aclamada en su país y con giras internacionales siendo llamada frecuentemente la "Ella Fitzgerald de la música gitana" o la "Reina de Romany".

## Biografía
Nativa de Rokycany, fue hija del famoso cantante Karol Giňa. Vivía y trabajaba en República Checa. Su nombre Věra significa "fe" en el idioma eslovaco y su apellido "Bílá" es "blanco" en checo. En 1999 el director Mira Erdevicki-Charap  interpretó a Bilá en el documental Black and White in Colour (Blanco y negro en color).

## Muerte
Murió el 12 de marzo de 2019 a la edad de 64 años de un ataque cardíaco.

## Grabaciones
- Věra Bílá & Kale - C'est comme ca
- Věra Bílá - Queen Of Romany
- Věra Bílá & Kale - Rovava
- Věra Bílá & Kale - Kale Kalore
- Věra Bílá & Kale - Rom-Pop

## Filmografía
- 1976 Růžové sny (Sueños rosa), director Dušan Hanák.
- 1980 Já milujem, ty miluješ (Me encanta, es el amor), dirigida por Dušan Hanák.
- 1999 Černobílá v barvě (Negro y blanco en color), una película documental acerca de Věra Bílá.